# ميزانية حكومية

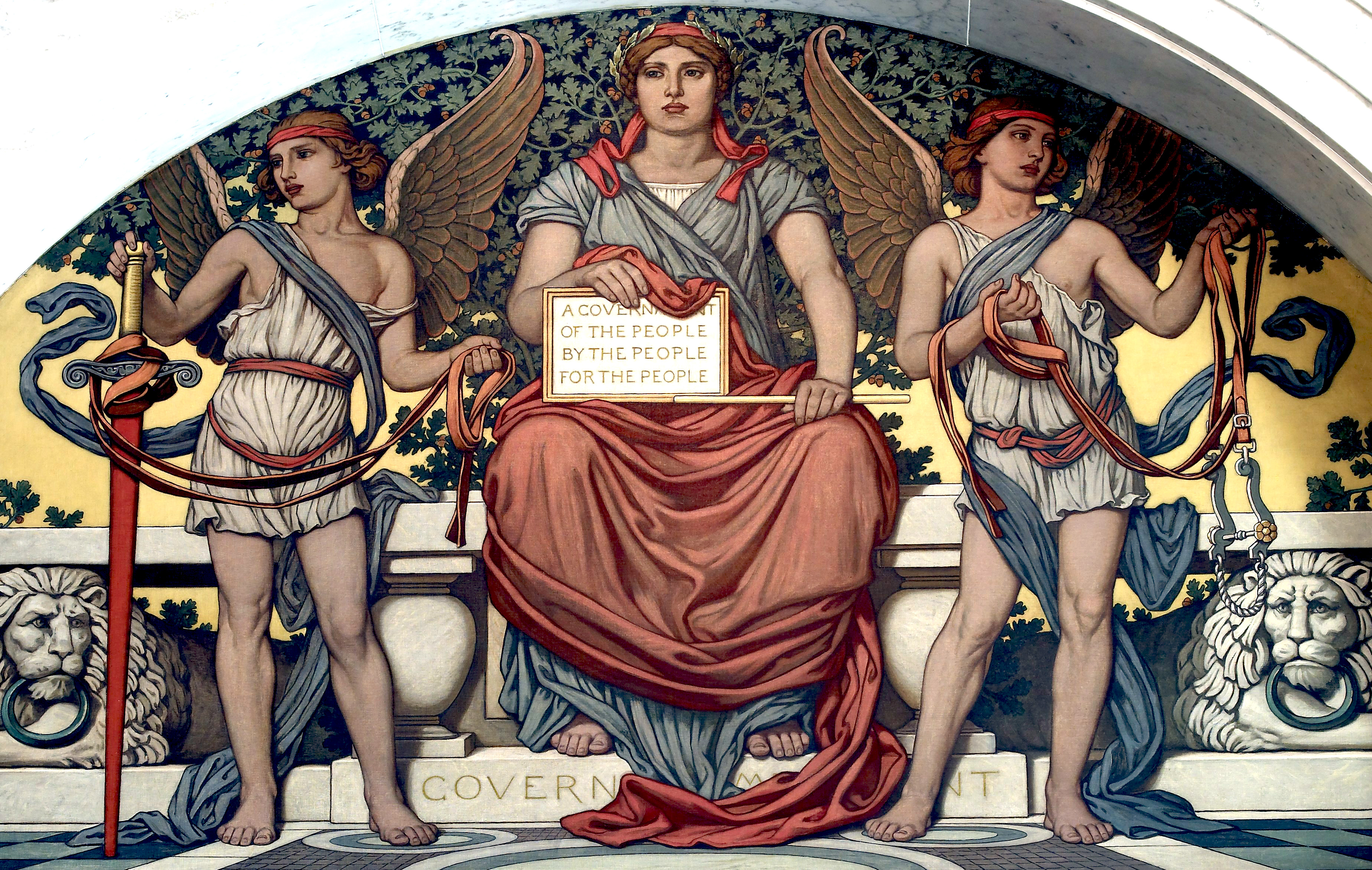

ميزانية الحكومة أو ميزانية الدولة أو الموازنة الحكومية هي وثيقة رسمية تطرح الإيرادات والإنفاقات المقترحة من قبل الحكومة لمدة سنة مالية والتي غالبا ما تقرها السلطة التشريعية للبلاد (المجلس التشريعي) من خلال التصويت عليها، ويوافق عليها رئيس البلاد أو المدير التنفيذي لوكالة حكومية ويقدمها وزير المالية للأمة.كما تُعرَّف الميزانية بأنها البيان المالي السنوي للبلاد. بعبارة أخرى، هذة الوثيقة هي تقديرات الحكومة للإيرادات والنفقات الحكومية المتوقعة للسنة المالية المقبلة (وتسمي بالسنة المالية الحالية). على سبيل المثال، هناك أنواع معينة فقط من الإيرادات يجوز فرضها وجمعها من الشعب. ضريبة الأملاك في كثير من الأحيان هي أساس إيرادات البلديات (المحليات) والمحافظات. بينما ضريبة المبيعات و/أو ضريبة الدخل وضريبة الشركات هي الأساس لإيرادات الدولة.
يقال على ميزانية أنها متكافئة إذا عادل مجموع الإنفاق مجموع العائدات (الإيرادات). تقوم الدولة بتمويل ميزانيتها إما من خلال إيرادات الضرائب أو من المال الذي تقوم بتدينه. تسمي ميزانية الحكومة في مصر الموازنة العامة وهي الوثيقة القانونية والمحاسبية التي تبين الإيرادات المالية التي يتنظر أن تحققها الحكومة والنفقات العامة التي ستقوم بها لفترة مقبلة تحدد غالبا بسنة مالية، وفي مصر تبدأ السنة المالية من أول يوليو.

## مواصفات الموازنة العامة
هناك عدة امور لابد ان تراعا في الموازنة
- لابد أن تعرض على مجلس الشعب وإن تصدر بقانون من السلطة التشريعية
- تصدر لفترة مستقبلية غالبا ما تكون سنة مالية.
- ان الموازنة تكون غير مرنة أي غير قابلة للتعديل والتغيير فيها بعد اقرراها واعتمدها.